# Paranaguá
Paranaguá é um município brasileiro localizado no litoral do estado do Paraná. Fundada em 1648, é a cidade mais antiga do Paraná e a principal do litoral paranaense.
De acordo com o censo demográfico de 2022, Paranaguá possui uma população de 145 829 habitantes e é a 13ª maior cidade do Paraná por população. Detém um produto interno bruto de 7 200 842 000 reais (2010), que é o sexto maior do estado. Seu porto é sua principal atividade econômica.
Cidade histórica e turística fundada na primeira metade do século XVII, tem, como sua principal atividade econômica, a de porto escoador da produção do Paraná, interligando o estado às demais regiões do país e do exterior. A construção de suas docas data de 1934, quando passou a figurar entre os principais portos do Brasil, com a denominação de Porto Dom Pedro II. Testemunha de mais de 400 anos de história, guarda muitos vestígios da colonização portuguesa, especialmente a açoriana, tanto na população como em seus casarios históricos, ladeiras de pedra e em suas igrejas. O município foi criado através da Lei 5, de 29 de julho de 1648, e instalado na mesma data, tendo sido desmembrado do estado de São Paulo.
Os habitantes naturais do município de Paranaguá são denominados parnanguaras. Está localizada a uma distância de 91 km da capital do estado, Curitiba.

## Etimologia
"Paranaguá" é uma palavra de origem tupi, variando sua etimologia segundo os diferentes autores:
- Paranãgûá, enseada de mar, pela junção de paranã, mar e kûá, enseada,[5] segundo Eduardo de Almeida Navarro;
- Paranaguá, enseada do mar, baía, porto, segundo Francisco da Silveira Bueno;
- Paranã-guá, seio de mar, baía, lago, segundo Teodoro Fernandes Sampaio;
- Paranãguá, enseada do mar, foz, desembocadura de rio caudaloso, segundo Luís Caldas Tibiriçá;
- Pa'ra, mar + nã, semelhante + guá, baía, golfo, reentrância: reentrância do mar, segundo Orlando Bordoni;
- Paraná, semelhante ao mar + guá, cuá, baía ou enseada de mar, segundo Francisco Filipak;
- Os carijós, povo indígena que habitava o litoral paranaense, denominavam o lugar Pernagoá ou Parnaguá, que significa "grande mar redondo".[6]

## História

### Séculos XVI a XVII
Paranaguá tem a prerrogativa de ser o primeiro município fundado no Paraná, fato que se deu através de Carta Régia, de 29 de julho de 1648. Antes que se organizasse o núcleo, que deu origem à sociedade parnanguara, há milênios, neste mesmo litoral, habitou o Homem do Sambaqui, tratando-se de uma raça extinta,[carece de fontes?] sem que pouco ou quase nada se saiba sobre ele.
Mais tarde, foi a vez do povo Carijó, do grupo Tupi-Guarani. Com o tempo e o processo de povoamento das ilhas, desembocaduras de rios, recôncavos miscigenaram-se com brancos e negros africanos, resultando em outro elemento étnico, o caiçara.[carece de fontes?]
Desde 1549, a costa litorânea paranaense já era conhecida e habitada pelo branco europeu.[carece de fontes?] Pelo menos é o que consta no relato do náufrago alemão Hans Staden, registrado em livro. Foi-se efetivando uma povoação, e em 1578, segundo consta, existia uma pequena capela sob a invocação de Nossa Senhora do Rosário.[carece de fontes?]
Em 1614, Diogo de Unhate, tabelião em São Vicente, obteve a primeira sesmaria em terra paranaense, localizada entre os rios Ararapira e Superagui.[carece de fontes?] Em 1640 Gabriel de Lara, que passou para a história como o "capitão-povoador", chegou a Paranaguá, sendo que após seu estabelecimento, fez erguer o Pelourinho em 6 de janeiro de 1646, símbolo máximo da justiça e do poder lusitano.[carece de fontes?] Neste mesmo ano Gabriel de Lara anunciou descobrimento de ouro em Paranaguá.[carece de fontes?]

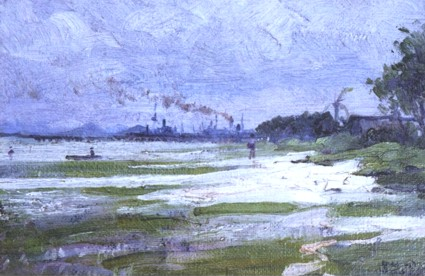
Porto de Paranaguá no fim do século XIX, por Alfredo Andersen

Com esta notícia, iniciou-se oficialmente o ciclo da mineração aurífera no Paraná,[carece de fontes?] e até mesmo do Brasil Colônia, e antes que se iniciasse regularmente a procura pelo ouro vil, o Governador-Geral do Rio de Janeiro nomeou um "... Administrador e Provedor para o seu desenvolvimento, pesquisa de novas jazidas e defesa fiscal dos quintos reais", em nome d'El Rey. A presença de tantas autoridades nesta região, acabou despertando a atenção e o interesse de muita gente que afluiu em busca de riqueza fácil, iniciando diferente atividade sertanista.
Os espanhóis invadiram o local que passou a chamar-se Baya de la Corona de Castilha, até que o capitão provedor Gabriel do bandeirante Gabriel de Lara, retomou a região de Paranaguá para a Coroa Portuguesa.
A partir do núcleo Paranaguá, outras regiões foram atingidas: Tagaçaba, Serra Negra, Faisqueira e os rios dos Padres, Guarumbi, Cubatão e outros lugares. Posteriormente a cata ao ouro transpôs a serra e foi ter no planalto. Até os dias de hoje historiadores discutem qual o resultado final da cata do ouro, pelo menos com a significância desejada. No entanto foi a ilusão do ouro que ajudou a fundar o Paraná.
Paranaguá cresceu tanto que, no ano de 1660, foi transformada em capitania, sendo Gabriel de Lara nomeado ouvidor, alcaide-mor e capitão-mor.[carece de fontes?] A Capitania de Paranaguá foi extinta em 1710, e anexada à de São Paulo, sendo que por Provisão de 21 de agosto de 1724, foi nomeado o primeiro ouvidor pós Capitania, Antônio Alves Lanhas Peixoto.[carece de fontes?]
A ouvidoria de Paranaguá compreendia todo o sul do Brasil, até o Rio da Prata (inclusive a República Oriental do Uruguai), estando sob sua jurisdição as vilas de Iguape, Cananeia, São Francisco, Nossa Senhora do Desterro (atual Florianópolis), Laguna e Nossa Senhora da Luz dos Pinhais de Curitiba.
A 20 de novembro de 1749, iniciou-se a desagregação do imenso território parnanguara, com a criação da ouvidoria de Santa Catarina.[carece de fontes?]

### Século XIX
Em 1812, foi criada a comarca de São Pedro do Rio Grande do Sul, sendo que, nesta mesma data, a sede da ouvidoria de Paranaguá foi transferida para Curitiba. A partir de 29 de novembro de 1832, as ouvidorias foram extintas, sendo que neste período iniciava-se a tomada efetiva de povoamento dos Campos Gerais do Paraná.

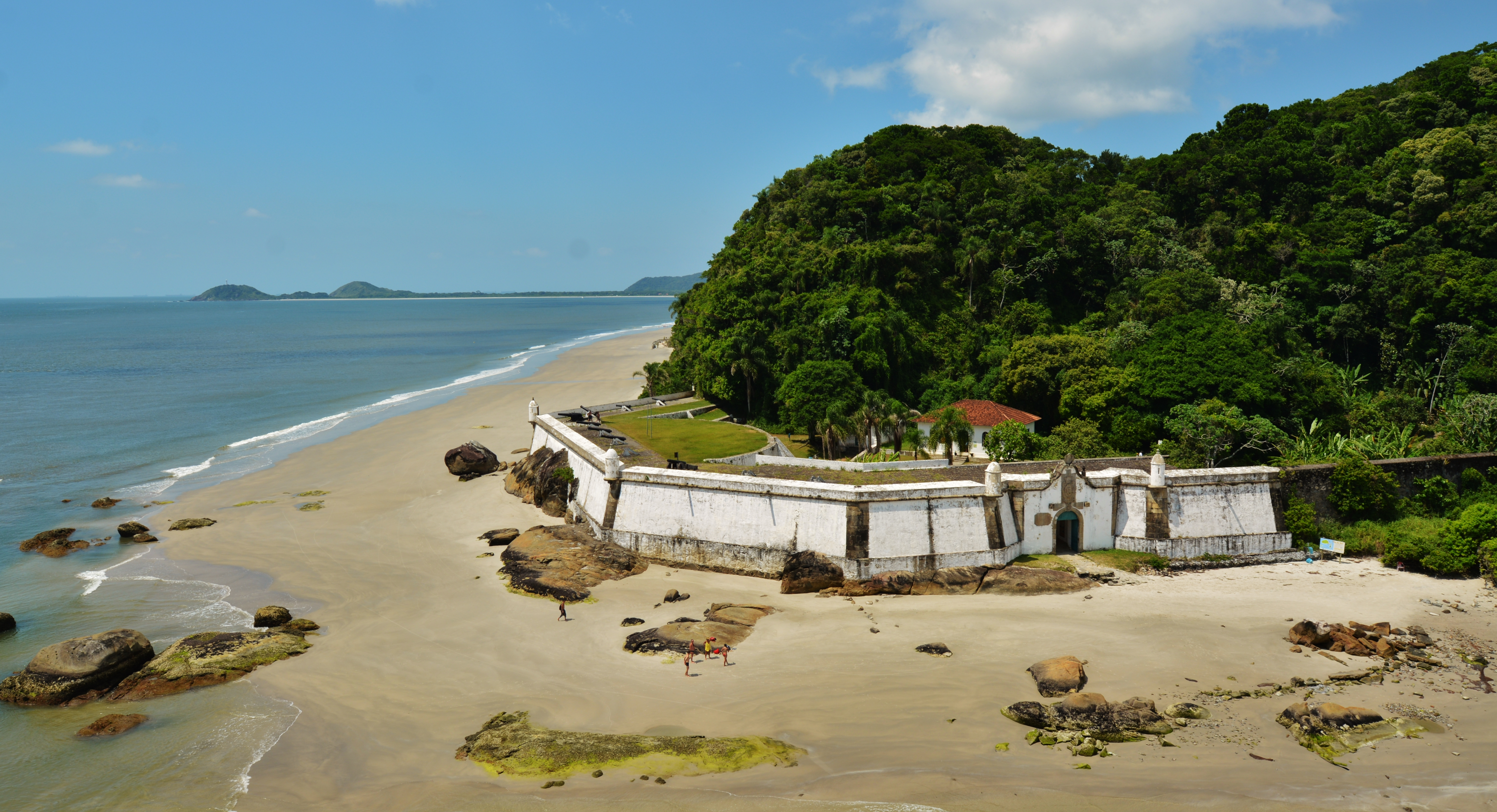
Fortaleza de Nossa Senhora dos Prazeres

A localização geográfica permitiu, ao longo de sua existência, que Paranaguá participasse de ações militares, tanto é que foi construída a Fortaleza da Ilha do Mel,[carece de fontes?] sem que no entanto, fosse acionada para fins bélicos, pelo menos a contento. É um dos pontos turísticos mais visitados do município.
Em 1884, a Princesa Isabel, herdeira do trono brasileiro, acompanhada de sua comitiva real composta por seu esposo, o Conde D’Eu, e seus filhos, os Príncipes D. Luís e D. Pedro de Alcântara, iniciou uma importante viagem a cidade de Paranaguá, no intuito de conhecer a região e interagir com a população paranaense, estabelecendo laços entre a monarquia e as diferentes populações do país.

### Imigrantes
Em 1842, a Vila de Nossa Senhora do Rosário de Paranaguá foi elevada à categoria de cidade. O progresso de Paranaguá deve-se, em parte, à chegada de imigrantes: os alemães (a partir de 1829), os italianos (entre os anos 1871 e 1876, junto à Serra da Prata, onde criaram várias colônias no atual bairro de Alexandra, e as várias famílias austríacas e polonesas que ocuparam terras na Colônia Santa Cruz (em 1896) nas colônias rurais inseridas no perímetro do Parque Nacional Saint-Hillaire Lange, no município.
Ao todo aproximadamente 100.000 imigrantes desembarcaram no Porto de Paranaguá e deram entradas em hospedarias e em núcleos coloniais existentes na região e posteriormente se distribuíram por toda a província do Paraná entre os anos de 1876 a 1879 e 1885 a 1896.
Outros grupos imigrantes que também chegaram no início do século XX foram os japoneses e os árabes.

### Revolução Federalista

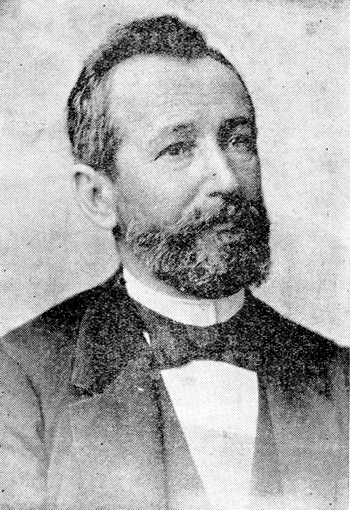
Barão de Cerro Azul, parnanguara executado pelo governo florianista.

Um duro golpe na população parnanguara veio por conta do Golpe Republicano e da consequente Revolução Federalista, em 1894. Nesta ocasião os Federalistas (insurretos gaúchos contrários ao governo republicano recém estabelecido), haviam tomado o estado de Santa Catarina, e avançado simultaneamente no estado do Paraná em três frentes, Tijucas do Sul, Lapa e Paranaguá, que ficou em mãos Federalistas por três meses e sete dias, só saindo no dia 24 de abril de 1894.
O resultado para a cidade foi, de certa forma, bem trágico após a retomada do poder pelos militares florianistas, que por vingança, executaram, no quilômetro 65, muitas pessoas consideradas estimadas pela população, dentre as quais o Barão de Serro Azul e Prisciliano Correia, filhos de Paranaguá.

### Século XX

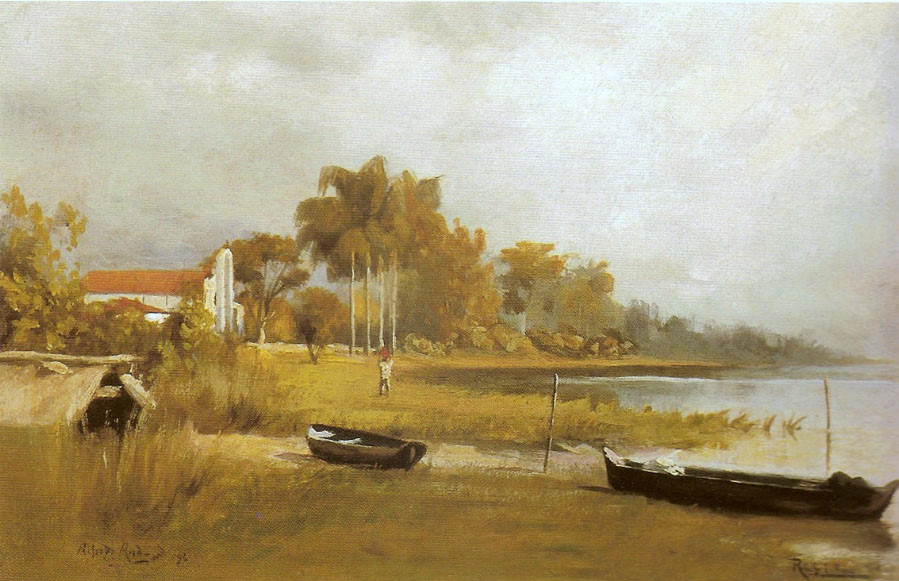
Igreja do Rocio, 1896, por Alfredo Andersen

Em 1902, foi inaugurada a iluminação elétrica, em 1908 foi instalado o serviço telefônico e em 1914 o serviço de abastecimento de água e rede de esgotos. Em 1934 foram construídas as docas do Porto Dom Pedro II, com 450 metros de cais acostáveis, posteriormente este mesmo porto foi modernizado, tornando-se um dos mais importantes do Brasil. É a maior fonte de renda municipal, exportando produtos vindos, tanto pela moderna rodovia que liga o litoral à Curitiba, quanto pela linha férrea, cujos trilhos de aço, colocados nos contrafortes da serra ainda no século passado, deu o pontapé inicial, para transformar o Paraná provincial no estado moderno de hoje.[carece de fontes?]

## Geografia
A sede municipal está compreendida entre as seguintes coordenadas geográficas: 25°31'12" de latitude sul e 48°30'32" de longitude oeste do Meridiano de Greenwich. Limita ao norte com Antonina e Guaraqueçaba através da Baía de Paranaguá; ao sul com Guaratuba e Matinhos; a leste com Pontal do Paraná e a oeste com Morretes. O município ocupa uma área de 826,652 quilômetros quadrados.
Geologicamente, os terrenos do município são de origem quaternário-holocênica, terciário-miocênica, arqueano-proterozoica e mesozoico-jurássico-cretácea. Os tipos de solos existentes no município são espodossolo cárbico hidromórfico, argissolo vermelho-amarelo distrófico, cambissolo háplico também distrófico, gleissolo sálico, cambissolo háplico também distrófico, latossolo vermelho-amarelo e afloramento de rocha. Entre os tipos de solos predomina o espodossolo cárbico hidromórfico. Na sede municipal a altitude é de 5 m. O relevo do município apresenta altitudes médias que oscilam entre 0 m e 1.000 m. Paranaguá está localizada na Baixada Litorânea Paranaense.
Paranaguá possui diversos acidentes geográficos entre os quais se destacam os seguintes: os rios Itiberê e Guaraguaçu, ambos navegáveis; as ilhas do Mel, da Cotinga, Rasa da Cotinga e das Pedras; a baía de Paranaguá; a gruta das Encantadas situada na parte meridional da Ilha do Mel e numerosas praias ao redor da ilha.
O município faz parte da Bacia Hidrográfica do Litoral Paranaense. Seus principais rios são: Itiberê e Guaraguaçu, ambos navegáveis. A vegetação predominante do município é a Floresta Ombrófila Densa, que inclui dunas, restingas e manguezais.

### Clima

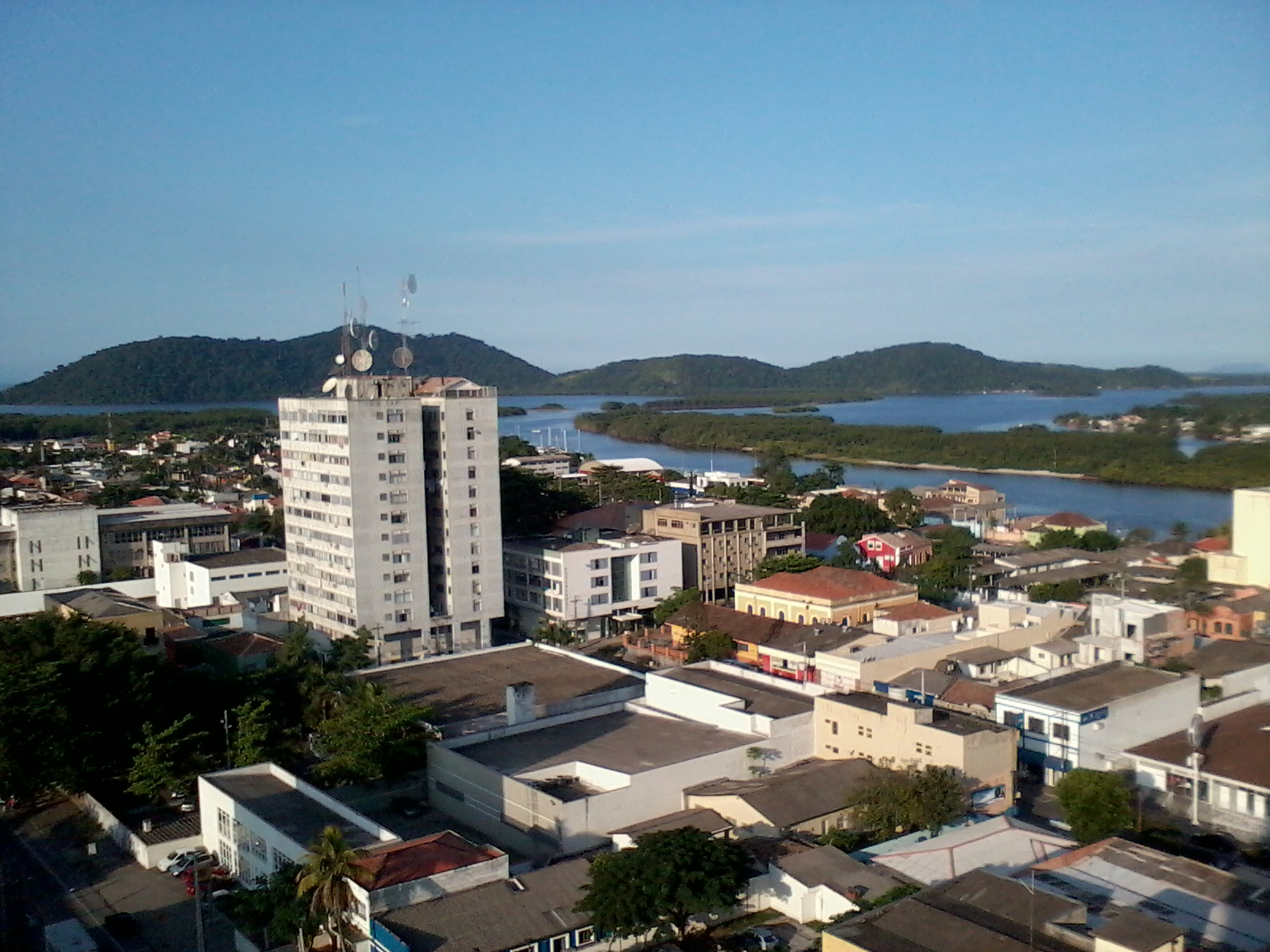
Dia ensolarado no centro de Paranaguá

O clima de Paranaguá é subtropical-Cfa, que segundo a classificação climática de Köppen, denomina-se Cfa característica de verão quente, úmido e com ocorrência de precipitação todos os meses do ano. As estações são bem definidas, pois apresentam variações bruscas de temperatura entre o inverno e verão. O período de transição entre estas denominadas outono e primavera são marcadas por essas variações, como exemplo, o dia ser ensolarado e quente, e a noite ser relativamente fresca. Sua umidade relativa é sempre elevada, pois Paranaguá se localiza próxima do Oceano Atlântico.
No verão, o clima é muito quente na maioria dos dias, e as máximas ultrapassam os 30 °C facilmente durante as primeiras horas da tarde. Devido a esse fator, é comum no final da tarde chover, consequência da intensa evaporação ocorrida durante o dia, embora o regime de precipitação não esteja ligado somente às chuvas de verão. As noites por sua vez podem ser muito quentes, podendo as temperaturas mínimas variarem muito, ficando em torno dos 20 a 23 °C. Pode também apresentar mínimas consideráveis uma vez que a cidade localiza-se num clima temperado.
| Maiores acumulados de precipitação em 24 horas registrados em Paranaguá por meses (INMET) | Maiores acumulados de precipitação em 24 horas registrados em Paranaguá por meses (INMET) | Maiores acumulados de precipitação em 24 horas registrados em Paranaguá por meses (INMET) | Maiores acumulados de precipitação em 24 horas registrados em Paranaguá por meses (INMET) | Maiores acumulados de precipitação em 24 horas registrados em Paranaguá por meses (INMET) | Maiores acumulados de precipitação em 24 horas registrados em Paranaguá por meses (INMET) |
| Mês                                                                                       | Acumulado                                                                                 | Data                                                                                      | Mês                                                                                       | Acumulado                                                                                 | Data                                                                                      |
| ----------------------------------------------------------------------------------------- | ----------------------------------------------------------------------------------------- | ----------------------------------------------------------------------------------------- | ----------------------------------------------------------------------------------------- | ----------------------------------------------------------------------------------------- | ----------------------------------------------------------------------------------------- |
| Janeiro                                                                                   | 295,8 mm                                                                                  | 25/01/2004                                                                                | Julho                                                                                     | 88,4 mm                                                                                   | 08/07/1995                                                                                |
| Fevereiro                                                                                 | 213,4 mm                                                                                  | 12/02/1993                                                                                | Agosto                                                                                    | 83,1 mm                                                                                   | 01/08/2011                                                                                |
| Março                                                                                     | 212 mm                                                                                    | 06/03/2017                                                                                | Setembro                                                                                  | 102,6 mm                                                                                  | 20/09/1998                                                                                |
| Abril                                                                                     | 157,8 mm                                                                                  | 01/04/1954                                                                                | Outubro                                                                                   | 137 mm                                                                                    | 22/10/1997                                                                                |
| Maio                                                                                      | 88,2 mm                                                                                   | 25/05/1982                                                                                | Novembro                                                                                  | 152,3 mm                                                                                  | 07/11/1984                                                                                |
| Junho                                                                                     | 119,6 mm                                                                                  | 21/06/2013                                                                                | Dezembro                                                                                  | 148,6 mm                                                                                  | 05/12/2003                                                                                |
| Período: 1925-2019                                                                        |                                                                                           |                                                                                           |                                                                                           |                                                                                           |                                                                                           |

A estação de inverno caracteriza-se geralmente por um clima ameno, por situar-se na planície do litoral do Paraná, e devido à sua proximidade com o Oceano Atlântico. Isto é, quando não está sob influência da massa de ar polar, vinda do sul do continente americano que modifica grandemente os dias amenos, registrando temperatura mínima de até 2 °C. Em média, o mês de julho apresenta máximas de 22 °C e mínimas de 13 °C. Nessa estação também podem ocorrer dias quentes, parecidos com os de verão, mas predominado na maioria dos dias o clima característico da estação.
Segundo dados do Instituto Nacional de Meteorologia (INMET), referentes ao período de 1925 a 2019, a menor temperatura registrada em Paranaguá foi de −0,1 ºC em 2 de julho de 1971 e a maior atingiu 41 °C em 16 de janeiro de 1956. O maior acumulado de precipitação em 24 horas foi de 295,8 milímetros (mm) em 25 de janeiro de 2004. Outros grandes acumulados iguais ou superiores a 200 mm foram: 219,4 mm em 12 de janeiro de 2017, 213,4 mm em 12 de fevereiro de 1993, 212 mm em 6 de março de 2017 e 202,9 mm em 7 de janeiro de 1995.
| Dados climatológicos para Paranaguá                                                                                       | Dados climatológicos para Paranaguá | Dados climatológicos para Paranaguá | Dados climatológicos para Paranaguá | Dados climatológicos para Paranaguá | Dados climatológicos para Paranaguá | Dados climatológicos para Paranaguá | Dados climatológicos para Paranaguá | Dados climatológicos para Paranaguá | Dados climatológicos para Paranaguá | Dados climatológicos para Paranaguá | Dados climatológicos para Paranaguá | Dados climatológicos para Paranaguá | Dados climatológicos para Paranaguá |
| Mês | Jan                                 | Fev                                 | Mar                                 | Abr                                 | Mai                                 | Jun                                 | Jul                                 | Ago                                 | Set                                 | Out                                 | Nov                                 | Dez                                 | Ano                                 |
| --- | ----------------------------------- | ----------------------------------- | ----------------------------------- | ----------------------------------- | ----------------------------------- | ----------------------------------- | ----------------------------------- | ----------------------------------- | ----------------------------------- | ----------------------------------- | ----------------------------------- | ----------------------------------- | ----------------------------------- |
| Temperatura máxima recorde (°C)                                                                                           | 41                                  | 40,2                                | 38,3                                | 37,6                                | 35,8                                | 33,8                                | 34,8                                | 37,7                                | 40,6                                | 38,2                                | 38,4                                | 39,6                                | 41                                  |
| Temperatura máxima média (°C)                                                                                             | 30,1                                | 30,1                                | 29,1                                | 27,5                                | 24,7                                | 23,1                                | 22,1                                | 23                                  | 22,7                                | 24,6                                | 27                                  | 28,6                                | 26,1                                |
| Temperatura média compensada (°C)                                                                                         | 25,5                                | 25,4                                | 24,6                                | 23                                  | 19,9                                | 18                                  | 17,2                                | 18                                  | 18,6                                | 20,5                                | 22,7                                | 24,2                                | 21,5                                |
| Temperatura mínima média (°C)                                                                                             | 22                                  | 22,1                                | 21,5                                | 19,8                                | 16,8                                | 14,8                                | 13,8                                | 14,5                                | 15,7                                | 17,7                                | 19,4                                | 20,9                                | 18,3                                |
| Temperatura mínima recorde (°C)                                                                                           | 12,8                                | 10,9                                | 12,7                                | 5                                   | 2,6                                 | 0,3                                 | −0,1                                | 3,8                                 | 6,4                                 | 7,6                                 | 8                                   | 9,4                                 | −0,1                                |
| Precipitação (mm) | 363,3                               | 304,6                               | 270,7                               | 164,9                               | 121,2                               | 99,8                                | 112,2                               | 82,5                                | 162,8                               | 171                                 | 196,7                               | 234,6                               | 2 284,3                             |
| Dias com precipitação (≥ 1 mm)                                                                                            | 18                                  | 16                                  | 15                                  | 13                                  | 9                                   | 8                                   | 9                                   | 8                                   | 13                                  | 14                                  | 14                                  | 15                                  | 152                                 |
| Umidade relativa compensada (%)                                                                                           | 85,5                                | 85,7                                | 86,4                                | 87,1                                | 87,1                                | 87,5                                | 87,5                                | 87,1                                | 87,5                                | 86                                  | 84                                  | 84                                  | 86,3                                |
| Insolação (h) | 141,9                               | 130,1                               | 131,2                               | 123,2                               | 129,7                               | 111,5                               | 110,7                               | 90,7                                | 63,2                                | 74,3                                | 105,9                               | 130,7                               | 1 343,1                             |
| Fonte: Instituto Nacional de Meteorologia (INMET) (normal climatológica de 1981-2010; recordes de temperatura: 1925-2019) |                                     |                                     |                                     |                                     |                                     |                                     |                                     |                                     |                                     |                                     |                                     |                                     |                                     |

### Demografia
De 140 469 habitantes, sendo 69 306 homens e 71 163 mulheres, era a população existente, por ocasião do censo demográfico de 2010. Em 2000, segundo a cor — 96 572 brancos, 25.026 pardos, 3.439 negros, 874 amarelos e 317 indígenas; o estado civil — (10 anos ou mais de idade) — 38.785 casados, 2.111 divorciados, 4.991 viúvos, 2.691 desquitados e 51.659 solteiros; a religião — 68.010 católicos , 35120 protestantes, 933 mórmons, 800 Testemunhas de Jeová, 968 espíritas, 84 umbandistas, 53 candomblecistas, 26 judeus, 443 muçulmanos, 370 budistas, 29 esoteristas, 226 messiânicos e 18.391 ateus. A densidade demográfica era de 169,92 habitantes por quilômetro quadrado; 135.386 estavam localizados na zona urbana e 5.083 na zona rural.
O Índice de Desenvolvimento Humano Municipal (IDH-M) de Paranaguá, considerado médio pelo Programa das Nações Unidas para o Desenvolvimento, é de 0,782, sendo o 58° maior de todo estado do Paraná (em 399 municípios); 502° de toda Região Sul do Brasil (em 1666 municípios) e o 1003° de todo Brasil (entre 5 507 municípios). Considerando apenas a educação, o índice é de 0,897 (elevado), enquanto que o do Brasil é 0,849. O índice de longevidade é de 0,720 (o brasileiro é 0,638) e o de renda é de 0,728 (o do país é 0,723). A cidade possui a maioria dos indicadores médios e parecidos com os da média nacional, segundo o Programa das Nações Unidas para o Desenvolvimento.
O coeficiente de Gini, que mede a desigualdade social é de 0,42, sendo que 0,41 é o pior número e 0,44 é o melhor. A incidência da pobreza, medida pelo Instituto Brasileiro de Geografia e Estatística, é de 27,92 por cento, o limite inferior da incidência de pobreza é de 23,36 por cento, o superior é de 32,47 por cento e a incidência da pobreza subjetiva é de 27,92 por cento.

## Política
A comarca, criada em 10 de fevereiro de 1725, é a primeira do Paraná, compreendendo apenas o distrito da sede. Na cidade, funcionam a Junta de Conciliação e Julgamento de Paranaguá, o Tribunal Regional Eleitoral do Paraná, a Vara de Família, o Cartório do Registro de Imóveis de Paranaguá, o 1º Tabelionato Pacheco e o 2º Tabelionato Costa.

## Subdivisões
Paranaguá é dividida em bairros, distritos e povoados: Cidade de Paranaguá (zona urbana), zonas Sul, Norte, Leste, Oeste e Central. Alexandra e colônias (zona rural). Povoados (ilhas e vilarejos). Em 1995, Paranaguá perde uma parte de seu território, para a criação do município de Pontal do Paraná, conforme plebiscito pela participação da população da região. O bairro mais populoso é o Parque São João, com cerca de 20 000 habitantes, enquanto o menos populoso é a Vila Santa Helena, com cerca de 800.

## Economia

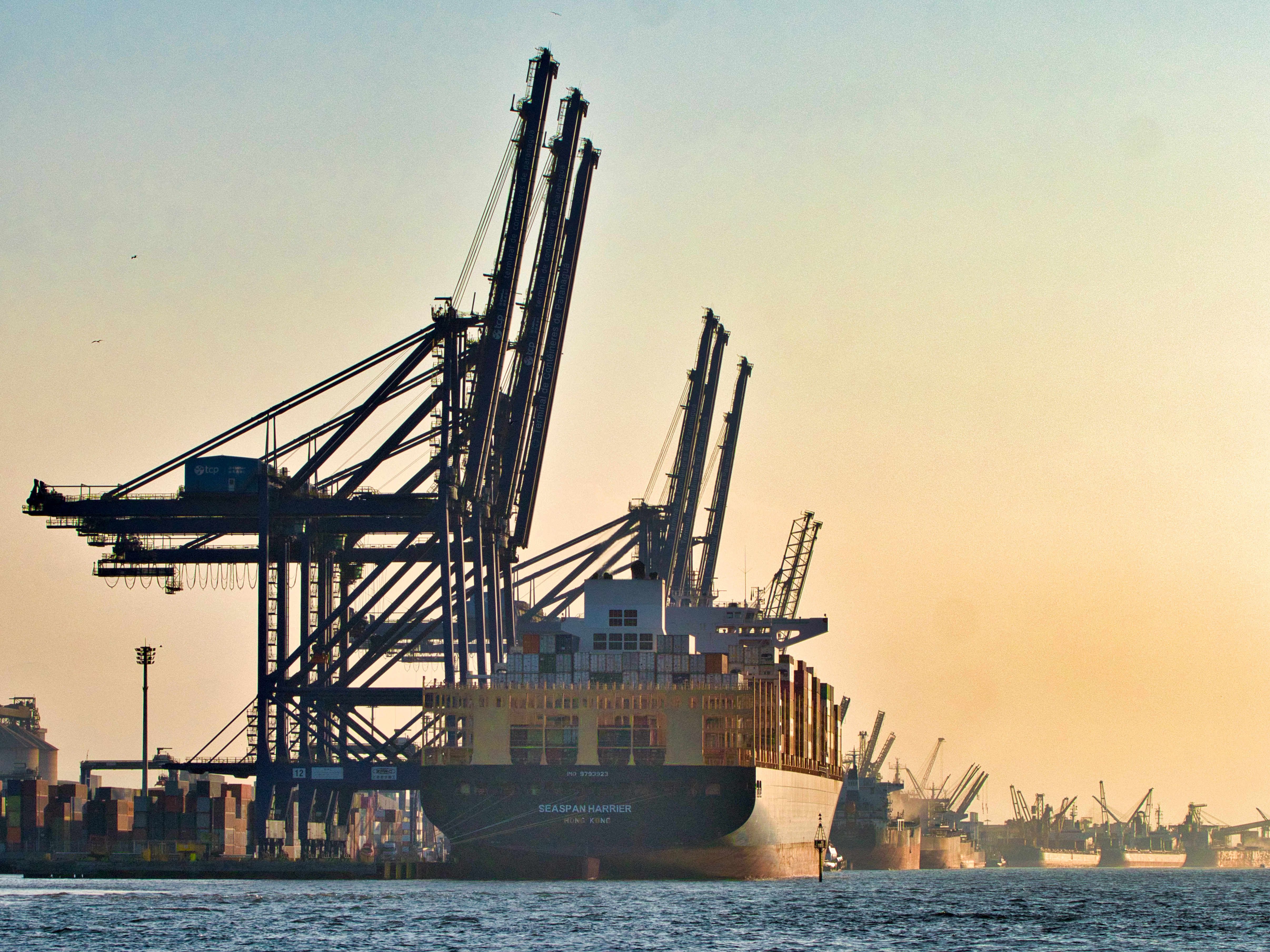
Vista do Porto Dom Pedro II.

Os "transportes e comunicações" constituem as principais atividades econômicas da população de Paranaguá. Isto resulta de estar localizado no município o Porto Dom Pedro II que, em consequência do desenvolvimento da cafeicultura paranaense, ocupa lugar de destaque na vida econômica brasileira.
Contribuem, ainda, para a economia municipal: a agricultura, a produção do pescado e a indústria. O valor da produção agrícola prevista para 2007 foi o seguinte: arroz — 486 000 reais, banana — 3 827 000 reais, cana-de-açúcar — 432 000 reais, mandioca — 416 reais, feijão — 14 000 reais, maracujá —  23 000 reais, milho — 51 000 reais, tangerina — 70 000 reais e tomate — 85 000 reais.
Paranaguá pode ser considerado o primeiro município pesqueiro do Paraná. Em 2000, 1 465 pessoas ativas agrupavam-se no setor de "agricultura, pecuária, silvicultura, exploração florestal e pesca". Tal ramo vem se desenvolvendo acentuadamente face a procura, consumo e exportação do pescado, para todo o Estado e para o Estado de São Paulo.
A indústria é constituída de 171 estabelecimentos, dos quais 44 ocupam 188 funcionários em suas tarefas. Os principais ramos são: extração de minerais, metalúrgica, mecânica, química e produtos alimentícios.
Revelam dados estatísticos que 5 539 pessoas estão ocupadas no ramo "transportes e comunicações", seguindo-lhe 33 235 empregos no ramo "Agricultura, silvicultura, criação de animais, extração vegetal e pesca". A indústria em 2008 ocupou cerca de 4 703 pessoas economicamente ativas atingiu o valor adicionado bruto de 1 869 921 reais.
A exportação total de Paranaguá em 2010 totalizou 4 140 138 980 dólares estadunidenses. Como principais produtos exportados (na sua maioria através do porto), figuram: grão de soja, frango, milho em grão, carne bovina e suína desossadas e óleo de soja.

## Mídia

### Televisão Aberta
- 02.1 - TV Bandeirantes (BAND)
- 06.1- CNT
- 07.1 - TVCI
- 12.1 - RPC TV (Rede Globo)
- 19.1 - Rede Vida
- 22.1 - Rede Mercosul (TV Mundial)
- 33.1 - TV Canção Nova
- 38.1 - RIC TV (TV Record)
- 44.1 - Tv Aparecida
- 45.1- Rede Massa (SBT)

### Rádios AM
- Rádio Terra Nativa Sul (1570 kHz)
- Rádio Difusora (1460 kHz)

### Rádios FM
- Rádio Difusora (104,7 MHZ)
- Rádio Litoral Sul FM (95,9 MHz)
- Rádio Ilha do Mel FM (90,3 MHz)
- Rádio Massa FM (103,5 MHz)
- Rádio Cidade FM (97,3MHZ)
- Porto de Cima Rádio e Televisão - ME (97,3 MHZ)
- Rádio Aliança FM (98,3 MHz)

## Transporte

### Rodoviário
- BR 277

Rodovia Federal que passa pelo trecho da Serra do Mar e suas belas paisagens. A rodovia é pedagiada e duplicada. É o principal corredor de acesso ao Porto de Paranaguá, fazendo ligação em seu primeiro trecho (duplicado, concesionada pela EPR) com a capital, Curitiba, depois seguindo para Foz do Iguaçu.
- PR-407

Rodovia estadual que faz a ligação de Paranaguá com o município de Pontal do Paraná (pista simples).  Pode-se também fazer conexão com as rodovias PR-412, principal acesso ao ponto de embarque para a Ilha do Mel e a ligação do município de Pontal do Paraná com o município de Matinhos.
- PR-508

Rodovia estadual que faz a ligação do bairro Alexandra com o município de Matinhos.  Pode-se também fazer conexão com a rodovia PR-412 que dá acesso ao Ferry-boat, principal ligação com o município de Guaratuba e rodovia SC-415 que dá acesso aos municípios de Santa Catarina como: Itapoá, Garuva e Joinville.

### Fluvial
Permite-se o acesso a Paranaguá pelo Canal da Galheta ao Porto de Paranaguá, pela Ilha do Mel, Ilha de Superagüi e diversos rios que desembocam no oceano como o Rio Guaraguaçu, que possui suas nascentes na cidade de Matinhos/PR e o Rio Itiberê, que dão acesso ao centro histórico de Paranaguá.

### Ferroviário
A Estrada de Ferro Curitiba Paranaguá, criada em 1880, é hoje uma das mais famosas do Brasil. Construída sobre a Serra do Mar, teve de vencer grandiosos obstáculos do relevo que pareciam ser impossíveis de se realizar para construção de sua linha férrea. Seu primeiro trecho foi inaugurado em 1883 e já em 1885 estava concluída, sendo então, a primeira ferrovia do estado do Paraná. Mais tarde continuou se expandindo até 1892 quando alcançou o Porto de Antonina. A linha ainda hoje, em seus 110 quilômetros de extensão que descem os 900 metros da serra, guarda alguns trechos originais daquele tempo, o que perpetua a comprovação do arrojado projeto do século passado. Seu trajeto também é considerado um dos mais belos do Brasil, por onde corta-se uma grande área em abundância de Mata Atlântica, finalizando-se no litoral paranaense.

### Aeroviário
A cidade possui o Aeroporto de Paranaguá, com voos regulares da Gol Linhas Aéreas.

## Cidades Irmãs

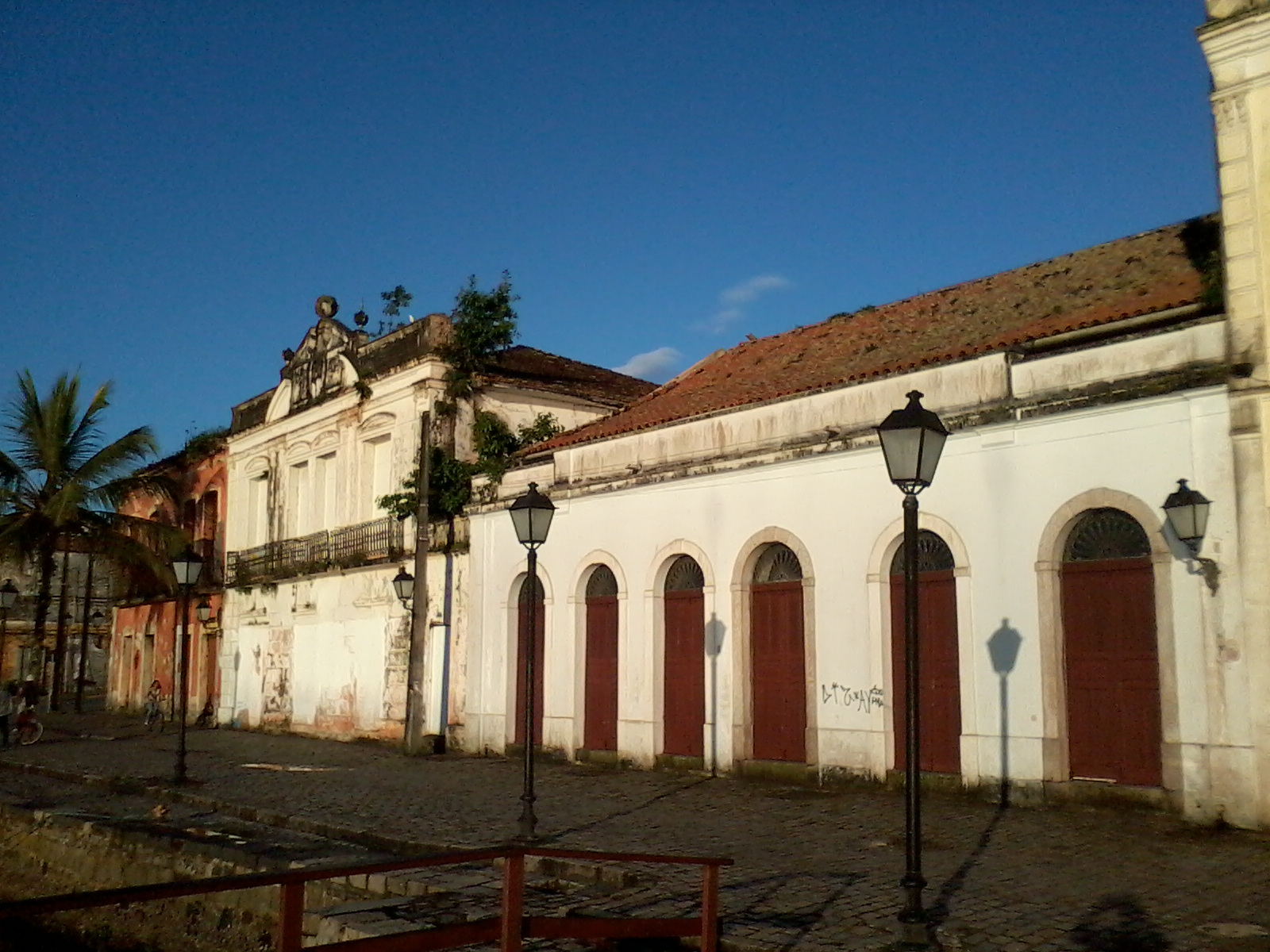
Casarios históricos em Paranaguá

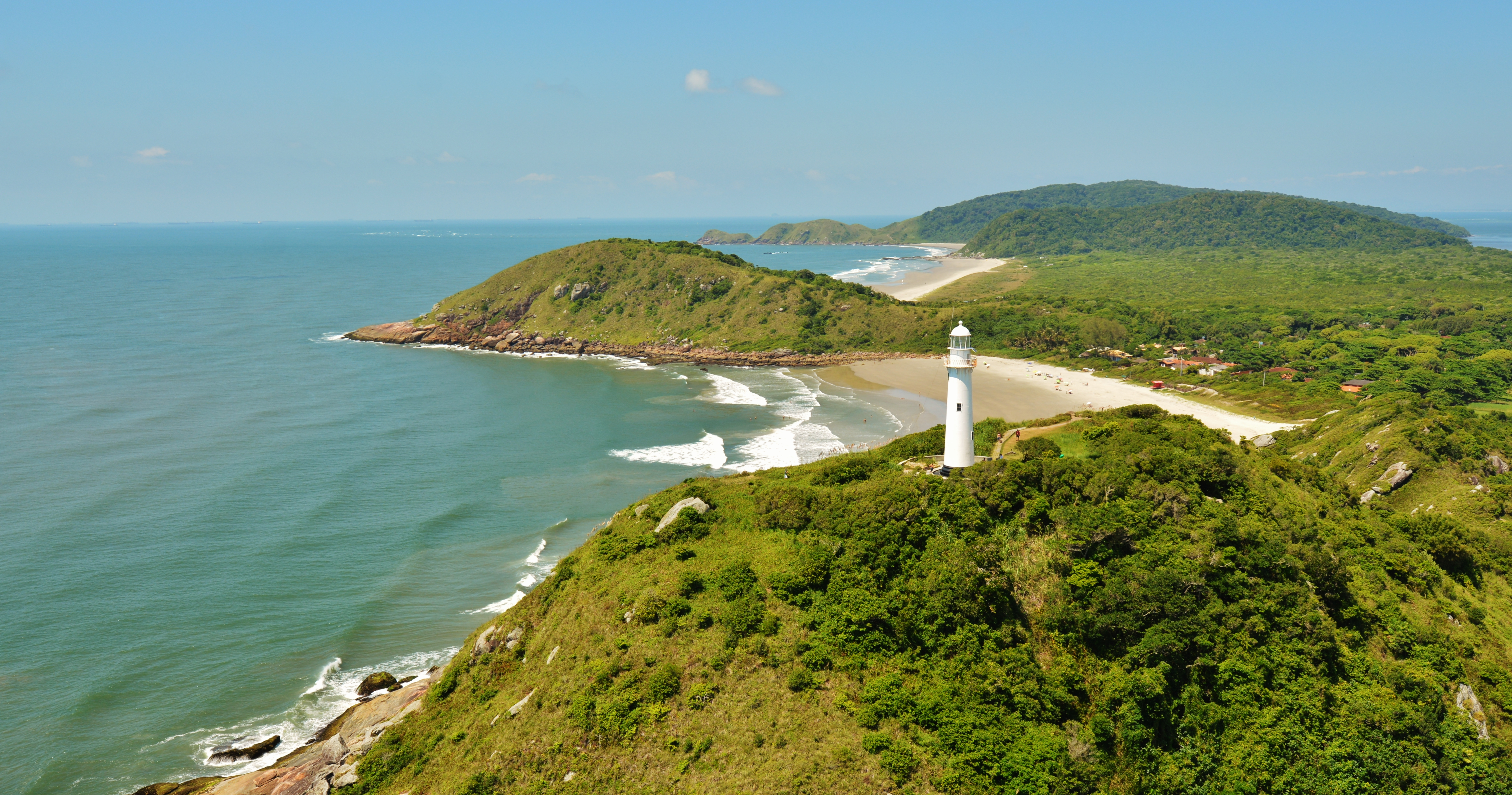
Praias da Ilha do Mel

- Awaji, Japão[carece de fontes?][21]
- Mariupol, Ucrânia[carece de fontes?]

## Turismo
Atualmente a cidade é um forte polo do turismo religioso, abriga a maior festa religiosa do Sul do Brasil e a terceira maior do país, a Festa Estadual de Nossa Senhora do Rocio, a padroeira do estado, que acontece anualmente em novembro no Santuário de Nossa Senhora do Rocio.
Por ser a primeira cidade do Paraná, Paranaguá conta com um centro histórico bem diversificado que guarda detalhes de muitas histórias que enraizaram a fundação do Paraná, como o Clube Litterario, palácios, casarios antigos, Museu de Arqueologia e Etnologia de Paranaguá, Museu do Instituto Histórico e Geográfico de Paranaguá, além das igrejas Catedral de Nossa Senhora do Santíssimo Rosário, Igreja da Ordem Terceira de São Francisco das Chagas, entre outras atrações.

### Ilhas
A cidade tem muitas ilhas, com destaque para Ilha do Mel, um dos destinos turísticos mais visitados do estado do Paraná, por suas praias paradisíacas e roteiros gastronômicos. Bem como outras ilhas situadas na Baía de Paranaguá: Ilha dos Valadares, da Cotinga e a Ponta do Ubá.

### Pontos turísticos
- Estação Ferroviária de Paranaguá
- Estação Ferroviária de Alexandra
- Estrada de Ferro Paranaguá-Curitiba
- Aquário Marinho de Paranaguá
- Fonte Velha ou Fontinha
- Solar dos Dacheux
- Clube Litterario de Paranaguá
- Casa Elfrida Lobo
- Santuário Estadual de Nossa Senhora do Rocio
- Complexo Turístico Mega Rocio
- Baía de Paranaguá
- Porto Dom Pedro II
- Monumentos Históricos
- Catedral de Nossa Senhora do Santíssimo Rosário
- Aeroparque
- Museu de Arqueologia e Etnologia de Paranaguá
- Palácio Visconde de Nácar
- Palácio Carijó
- Estádio Gigante do Itiberê
- Museu do Instituto Histórico e Geográfico de Paranaguá
- Alfândega da Receita Federal
- Edifício Palácio do Café
- Igreja da Ordem Terceira de São Francisco das Chagas de Paranaguá
- Igreja de São Benedito
- Praça 29 de Julho
- Mercado do Artesanato
- Mercado Municipal
- Palácio Mathias Böhn
- Casa Cecy
- Palácio do Esdras
- Ilha da Cotinga
- Ilha dos Valadares
- Farol das Conchas
- Ilha do Mel (Paraná)
- Gruta das Encantadas
- Rua da Praia
- Palco Tutóia
- Praça Fernando Amaro
- Casa Monsenhor Celso (Casa da Cultura)
- Instituto de Educação Dr. Caetano Munhoz da Rocha
- Mercado Municipal Brasílio Abud
- Mercado Municipal do Café

## Cultura

### Fandango

Apresentação do fandango, registrado pelo IPHAN, em Paranaguá.

O fandango é uma dança típica da região de Paranaguá, chegou por volta de 1750 junto aos colonos açorianos, praticado durante o entrudo, evento que precede a quaresma. O fandango parnanguara é um misto do fandango açoriano, do espanhol e as danças dos índios carijós. A dança consiste num sapateado andado e cantado, ao som de guitarra e castanholas no ritmo da música, sem perder a harmonia. Hoje em dia, o fandango voltou a ser exibido em praças da cidade e no antigo Mercado Municipal, uma vez ao mês. Anualmente também ocorre na cidade a Festa Nacional do Fandango, na Ilha dos Valadares.

### Culinária

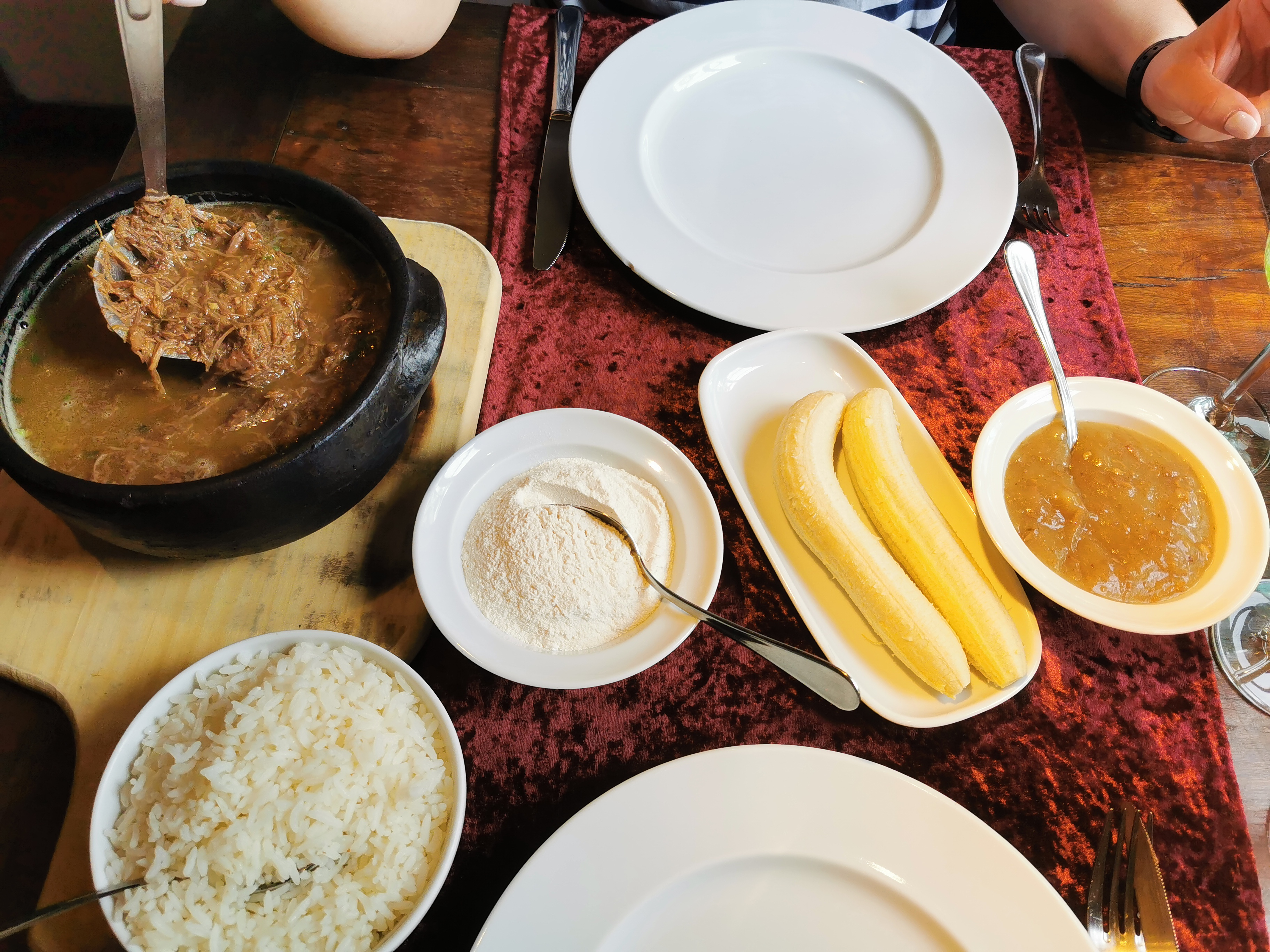
Barreado, prato típico da região

Barreado, um prato típico do litoral paranaense (com a sua tradicional receita) dava seus primeiros passos há 300 anos, herdado dos primórdios da colonização de origem açoriana da cidade. Posteriormente, foi adotada por Morretes e Antonina. O preparo consiste em carne de porco e farinha (entre outros ingredientes). É feito tradicionalmente em uma panela de barro, onde é cozido por 13 horas. Pode ser acompanhada com banana e arroz.

## Esporte
Paranaguá possui um dos mais antigos times de futebol do estado, o Rio Branco, mais conhecido como "Leão da Estradinha", e também o Clube Atlético Seleto, vice-campeão paranaense em 1964, que hoje encontra-se no amadorismo, entre outros clubes que participaram do Campeonato Paranaense de Futebol em outras épocas.
A cidade possui dois estádios de futebol: o Estádio Nelson Medrado Dias, patrimônio do Rio Branco e o principal estádio da cidade, o Gigante do Itiberê.